# Eriocaulon pulvinatum
Eriocaulon pulvinatum är en gräsväxtart som beskrevs av Pieter van Royen. Eriocaulon pulvinatum ingår i släktet Eriocaulon och familjen Eriocaulaceae. Inga underarter finns listade i Catalogue of Life.